# Clanis (Kentaur)

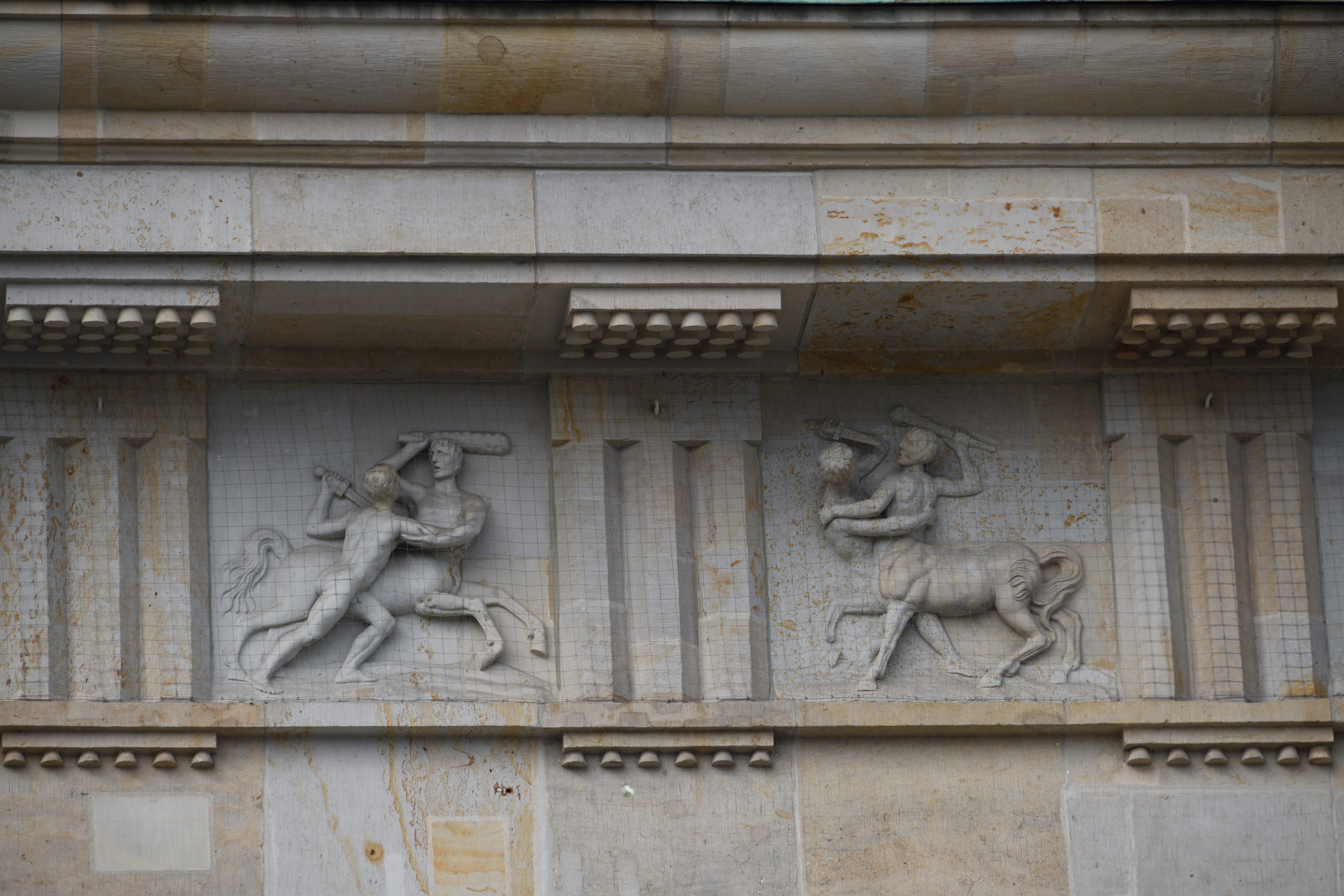
Kentauren im Kampf, Berlin, Brandenburger Tor.

Clanis ist eine Gestalt der griechischen Mythologie, ein Kentaur, der in der Kentauromachie auf der Hochzeit des Peirithoos vom Argonauten Peleus getötet wird. Hauptquelle ist Ovids 12. Buch der Metamorphosen. Sein Name ist von Interesse, denn er weist auf die „ursprüngliche Flussnatur der Kentauren“ hin.

## Name
Das lateinische Clanis kommt vom griechischen Κλάνισ, Klánis, entstanden aus Κλάνιος, Klánios mit der Wortwurzel κλαν, klan oder κλον, klon, „die in κλόνος, klónos, d. h. heftige, verworrene Bewegung und κλόνεω, klóneō, toben erscheint, und bedeutete also einen tobenden, wild dahinströmenden Fluss.“ Dazu passt, dass die Kentauren mit Bäumen und Felsbrocken kämpfen, die mit den Gebirgsbächen herabgerissen werden, und aussehen wie Pferde, Symbole für aufbrausende Wellen und Wasserfluten. Clanis ist also ein Kentaurenname par excellence, den Ovid aus griechischen Quellen übernommen hat.

## Mythos
Bei Valerius Flaccus verfolgt Clanis den Lapithen Actor, bei Ovid wird er von Perseus mit dem Schwert getötet.

### Ovid
Nestor berichtet in der Heeresversammlung vor Troja über die Kentaurenschlacht, war er doch selbst dabei. Der Tod des Clanis zusammen mit drei weiteren Artgenossen wird von ihm rückblickend kurz erwähnt und teilt die Angriffswelle des Peleus in zwei Szenen auf, davor gegen den Kentauren Demoleon, danach zusammen mit Nestor gegen den Dorylas.
Der Held Peleus musste mitansehen, wie sein „Waffenträger (363: armiger)“ Krantor durch den Fichtenwurf des Kentauren Demoleon zerfetzt wurde. Rachedürstend greift er diesen mit der Lanze an und kann Demoleon im zweiten Anlauf erlegen.
Im folgenden Intermezzo heißt es kurz: „Vorher schon hatte er (Peleus) aus der Distanz den Phlegraeus und den Hyles getötet, in der Nähe (im Handgemenge) den Iphinoos und den Clanis.“ Danach erlegt er zusammen mit Nestor den Kentauren Dorylas.
Perseus kämpft mit Lanze (369: hasta) und Schwert (389: ensis). „Aus der Ferne (eminus)“ wirft er die Lanze, „im Handgemenge, (conlato Marte)“ greift er zum Schwert, so dass Clanis wohl eher durch letzteres sterben musste.
Mit dem beiläufigen Intermezzo – es handelt sich um die rhetorische Figur der Analepse – kann Ovid kunstvoll den ersten Teil des Gemetzels (Demoleon) abschließen, vier Kentaurennamen unterbringen und zum zweiten Teil (Dorylas) überleiten, denn es folgt unmittelbar: „Dorylas teilte ihr Los.“

### Valerius Flaccus
Valerius Flaccus ergänzt später: „Clanis treibt den Actor mit einem lodernden Eichenstamm vor sich her.“